# Violência religiosa na Nigéria
A violência religiosa na Nigéria se refere aos conflitos entre cristãos e muçulmanos na Nigéria moderna, que pode ser rastreada até 1953. Atualmente a violência religiosa é dominada pela insurgência do grupo jihadista Boko Haram, que visa impor a sharia no país.

## Antecedentes
A Nigéria foi unificada em 1914, apenas cerca de uma década após a derrota do Califado de Socoto e de outros Estados islâmicos pelos britânicos que estavam constituídos em grande parte do norte da Nigéria. As consequências da Primeira Guerra Mundial viu a Alemanha perder suas colônias, uma das quais era Camarões, para mandatos franceses, belgas e britânicos. Camarões foi dividido em partes francesas e britânicas, a última das quais foi subdividida em partes do sul e do norte. Depois de um plebiscito em 1961, Camarões do Sul optou por reingressar ao Camarões francês, enquanto o norte de Camarões optou por se juntar à Nigéria, um movimento que adicionou à Nigéria uma já grande população muçulmana do norte.  O território constitui grande parte do que atualmente é o nordeste da Nigéria, e uma grande parte das áreas afetadas pelas insurreições presentes e passadas.

## História
O conflito religioso na Nigéria que já vêm desde 1953, e, no caso da cidade de Tafawa Balewa, de 1948.  O Massacre dos ibos em 1966 no Norte que se seguiu ao contragolpe do mesmo ano teve como dupla causa o golpe de Estado dos oficiais Ibos e tensões (sectárias) preexistentes entre os ibos e os muçulmanos locais. Este foi um fator importante para a secessão de Biafra e a guerra civil resultante.
A década de 1980 viu um surto de violência devido à morte de Mohammed Marwa ("Maitatsine"). Na mesma década, o antigo governante militar da Nigéria, General Ibrahim Babangida inscreveu a Nigéria na Organização para a Cooperação Islâmica. Foi uma iniciativa que agravou as tensões religiosas no país, especialmente entre a comunidade cristã. Em resposta, alguns na comunidade muçulmana assinalaram que outros Estados membros africanos têm proporções inferiores de muçulmanos, bem como as relações diplomáticas da Nigéria com a Santa Sé.
Desde o retorno da democracia na Nigéria em 1999, a sharia foi instituída como o principal corpo do direito civil e penal em 9 estados de maioria muçulmana e em algumas partes de 3 estados de pluralidade muçulmana, quando o então governador do Estado de Zamfara Ahmad Rufai Sani  iniciou o impulso para a instituição da sharia em nível estadual de governo.

### Década de 1980
Na década de 1980, graves surtos de violência entre cristãos e muçulmanos ocorreram em Kafanchan no sul do estado de Kaduna, em uma área fronteiriça entre as duas religiões, propagados por líderes radicais que conseguiram reunir um grupo de jovens instruídos por indivíduos que receavam que a nação não seria capaz de proteger o seu grupo religioso.   Os líderes conseguiram polarizar seus adeptos através de discursos e manifestações públicas. 
As atividades de algumas destas seitas tem nos últimos tempos conduzido à perda de vidas e propriedades à medida que se movem sobre a destruição de instalações governamentais que vêem como legados ou réplicas de culturas ocidentais em suas diversas comunidades. Estas campanhas religiosas registraram um aumento de tiroteios entre os membros dessas seitas e as forças de segurança com perda de vidas presenciadas em ambos os lados.  Embora os conflitos diretos entre cristãos e muçulmanos fossem raros, as tensões se incendiaram entre os dois grupos quando ambos se radicalizaram. Houve confrontos em outubro de 1982, quando fanáticos muçulmanos em Kano conseguiram reforçar seu poder, de modo a reter a  Anglican House Church de expandir seu tamanho e base de poder. Consideraram que constituía uma ameaça à mesquita nas proximidades, embora a Anglican House Church estivesse lá 40 anos antes da construção da mesquita.  Além disso, houve dois grupos de estudantes na Nigéria que entraram em contestação, a Fellowship of Christian Students e a Muslim Student Society. Em um dos casos houve uma campanha evangélica organizada pela FCS e posta em causa porque uma seita deveria dominar o campus da faculdade de Kafanchan. Esta querela aumentou até o ponto onde os estudantes muçulmanos organizaram protestos em torno da cidade e culminou com a queima de uma mesquita na faculdade. A maioria cristã na faculdade retaliou em 9 de março. Doze pessoas morreram, várias mesquitas foram queimadas e um clima de terror foi criado. A retaliação foi premeditada. 
A exploração dos meios de comunicação usados para propagar as opiniões do conflito, radicalizou, assim, ainda mais cada uma das forças. A mídia foi tendenciosa em ambos os lados, por isso, enquanto lugares como Federal Radio Corporation discutia o conceito de defender o Islã durante este breve momento de terror, não informava sobre as mortes e danos causados por muçulmanos, excitando a população muçulmana. Da mesma forma, os jornais cristãos não relataram os danos e mortes causadas por cristãos, mas sim focaram no terror islâmico.  Outros indivíduos que lideravam esses movimentos religiosos usaram a mídia para espalhar mensagens que gradualmente se tornaram mais intolerantes com as outras religiões, e por causa disso divisões religiosas de radicais continuam a ser um problema na Nigéria hoje. 

### Maitatsine
No final da década de 1970 e início da década de 1980, houve uma grande revolta islâmica liderada por Maitatsine e seus seguidores, Yan Tatsine, que conduziram a milhares de mortes. Após a morte de Maitatsine em 1980, o movimento continuou cerca de cinco anos mais.

### Década de 1990
Em 1991, o evangelista alemão Reinhard Bonnke tentou uma cruzada em Kano, provocando uma revolta religiosa que causou a morte de cerca de uma dezena de pessoas. 

### Década de 2000 - década de 2010
Desde a restauração da democracia em 1999, os governos cristãos têm dominado o país, a nível federal, enquanto os estados do norte da Nigéria dominados pelos muçulmanos têm implementado lei estrita da sharia. O conflito religioso entre muçulmanos e cristãos eclodiu várias vezes desde 2000, por várias razões, muitas vezes causando tumultos com milhares de vítimas de ambos os lados.   Desde 2009, o movimento islâmico Boko Haram tem promovido uma rebelião armada contra os militares nigerianos, saqueando vilas e cidades e tirando milhares de vidas em batalhas e massacres contra os cristãos, estudantes e outros considerados inimigos do Islã.

#### Motins
Os acontecimentos em Abuja em 2000 e em Jos em 2001 foram conflitos entre cristãos e muçulmanos; em Jos, pela nomeação de um político muçulmano, Alhaji Muktar Mohammed, como coordenador local do programa federal de combate à pobreza.  Noutro motim morreram mais de 100 pessoas em outubro de 2001 no Estado de Kano. 
Em 2002, a jornalista nigeriana Isioma Daniel escreveu um artigo que deu origem às manifestações e violência que causaram a morte de mais de 200 em Kaduna,  bem como uma fatwa colocada sobre sua vida.  O Miss Mundo 2002 foi transferido de Abuja para Londres como resultado. O restante da década de 2000 década veria a violência inter-religiosa continuando em Jos e Kaduna.
A reação às caricaturas de Maomé provocou uma série de protestos violentos na Nigéria. Confrontos entre manifestantes e a polícia reivindicando várias mortes, com estimativas variando de 16  para mais de uma centena.  Isso levou a ataques de represália, no sul do país, particularmente em Onitsha.  Mais de uma centena perderam suas vidas.  brasil